# Dartmoor
Pour les articles homonymes, voir Dartmoor (homonymie).
Le Dartmoor est une région montagneuse du centre du Devon, au nord de Plymouth, en Angleterre. 
Il est célèbre pour la rudesse de ses paysages de landes et de roches granitiques, que des moutons et des poneys arpentent. Les landes sont surplombées par de nombreux  affleurements granitiques, connus localement sous le terme de tors, qui peuvent culminer à plus de 600 mètres d'altitude.
À l'est et au sud-est, on découvre des vallées boisées, des ruisseaux s'écoulant en cascades et de petits villages.
Toute la région est riche en monuments antiques et archéologiques.
Le Dartmoor est géré par l'Autorité du parc national du Dartmoor, dont les 22 membres proviennent du conseil de comté du Devon et des conseils de district et gouvernements locaux. Certaines régions du parc ont servi de zone militaire de tir au cours des deux cents dernières années. Le reste du Dartmoor est largement accessible au public et est une destination touristique très prisée.
Dans la littérature, le Dartmoor est le théâtre du roman Le Chien des Baskerville, l'une des plus célèbres aventures de Sherlock Holmes, le héros du romancier Arthur Conan Doyle.

## Géographie

### Topographie

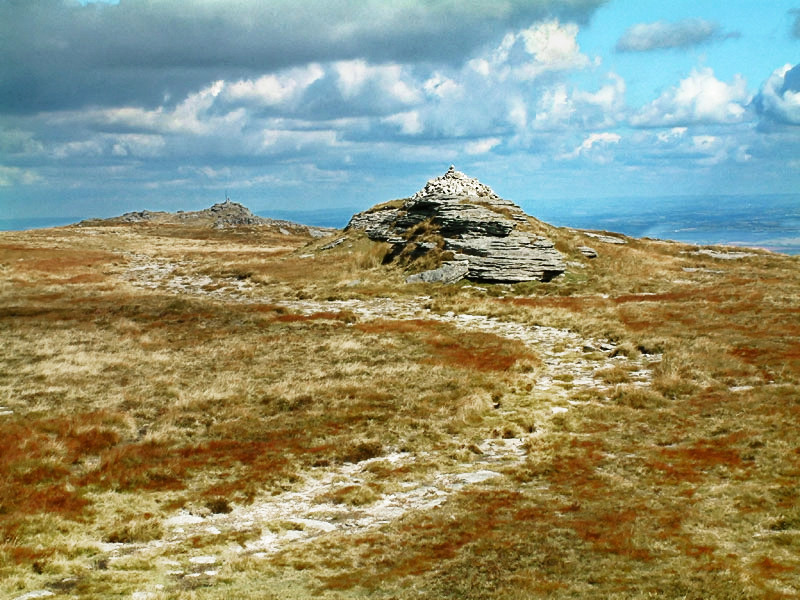
High Willhays, point culminant du parc national du Dartmoor. Le Yes Tor est visible en arrière-plan.

Le Dartmoor est parsemé de tors, c'est-à-dire de grandes collines souvent surmontées d'affleurements granitiques prenant généralement la forme de rochers arrondis. Plus de 160 des collines du parc comportent ce terme dans leur nom.
Les points culminants du Dartmoor sont situés dans le nord du parc : High Willhays (621 m) et Yes Tor (619 m). Le sud culmine à Ryder's Hill (515 m) et Snowdon (495 m).

### Hydrographie

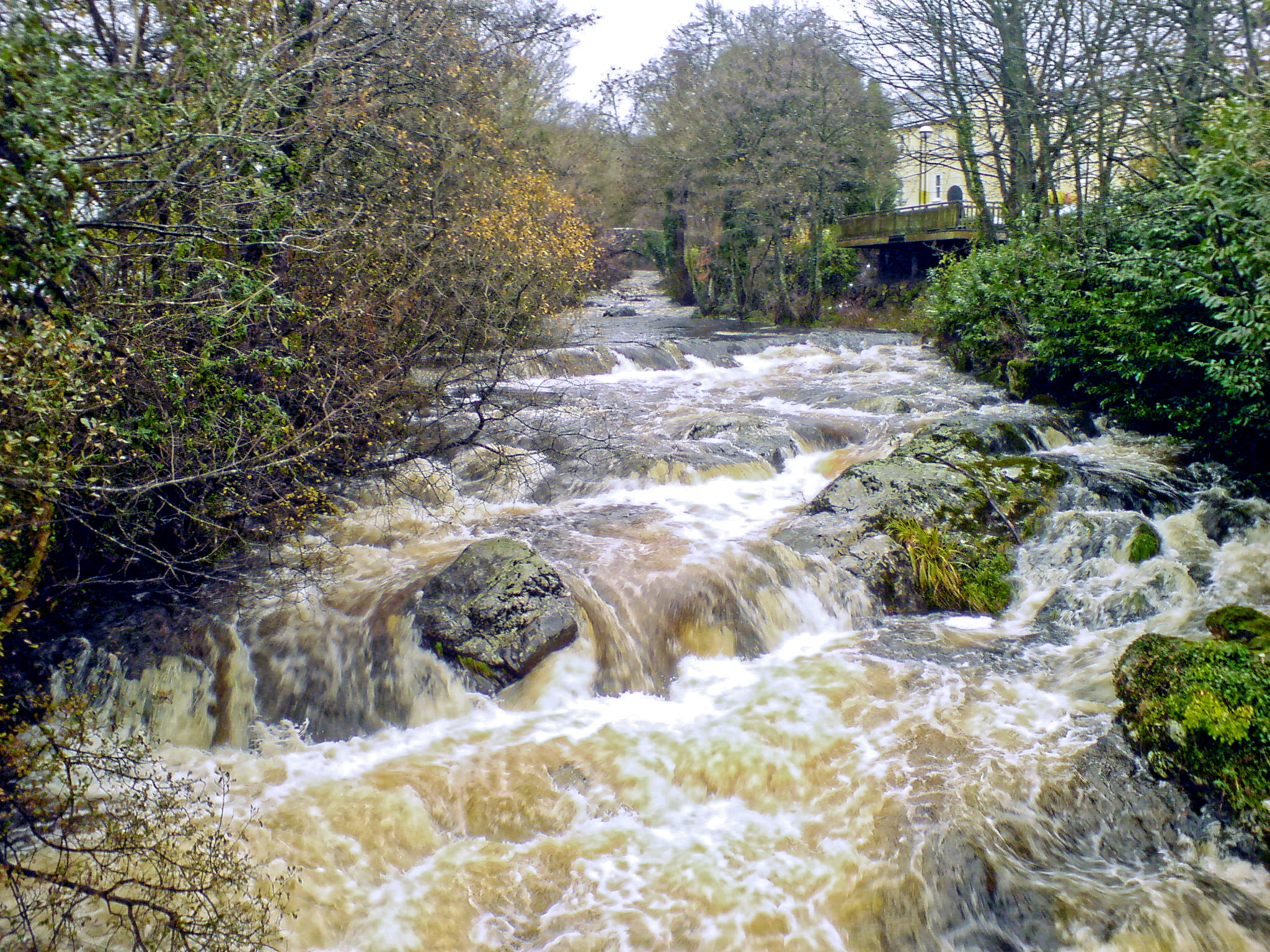
L'Erme à Ivybridge.

Le Dartmoor est parcouru par de nombreux cours d'eau. Ceux-ci ont traditionnellement fourni la puissance nécessaire aux industries locales comme l'exploitation d'étain.
La région tire son nom de la Dart. Elle prend sa source sous forme de deux rivières distinctes, la Dart de l'Est et la Dart de l'Ouest, qui se rejoignent à Dartmeet. Elle quitte la lande à Buckfastleigh et traverse Totnes avant de s'ouvrir en une longue ria, atteignant la mer à Dartmouth.

### Géologie
Le Dartmoor comprend la plus grande superficie de granite de Grande-Bretagne, couvrant 625 km2 à la surface, bien que la plus grande partie soit recouverte de tourbe. Le granite (ou, plus exactement, l'adamellite) fut créé par intrusion en profondeur sous la forme d'un pluton dans les roches sédimentaires environnantes pendant le Carbonifère, il y a probablement 310 millions d'années.

### Climat
Comme le reste du sud-ouest de l'Angleterre, le Dartmoor connait un climat tempéré qui est souvent plus humide et plus doux que le reste de l'Angleterre. À Princetown, près du centre du parc et à une altitude de 453 m, janvier et février sont les mois les plus froids, les températures minimales descendant à 1 °C. Juillet et août sont les mois les plus chauds, les températures moyennes maximales atteignant 18 °C. Comparé à Teignmouth, à une trentaine de kilomètres à l'est sur la côte, les températures minimales et maximales de Princetown sont entre 2,6 et 3,0 °C plus basses et le gel y est plus de cinq fois plus fréquent. Sur les terrains les plus élevés dans le nord du Dartmoor, la période de végétation est inférieure à 175 jours ; par contraste, elle est d'environ 300 jours le long de la plus grande partie de la côte sud du Devon.
Novembre et décembre sont les mois les plus pluvieux. Sur les plus hautes altitudes du Dartmoor, les précipitations annuelles atteignent 2 000 mm. En moyenne, la région connait 20 jours de neige par an.
| Mois                              | jan. | fév. | mars | avril | mai  | juin | jui. | août | sep. | oct. | nov. | déc. | année |
| --------------------------------- | ---- | ---- | ---- | ----- | ---- | ---- | ---- | ---- | ---- | ---- | ---- | ---- | ----- |
| Température minimale moyenne (°C) | 1    | 0,8  | 1,9  | 3     | 5,9  | 8,5  | 10,8 | 10,9 | 9    | 6,4  | 3,8  | 2,1  | 5,3   |
| Température maximale moyenne (°C) | 5,8  | 5,7  | 7,3  | 9,7   | 12,9 | 15,6 | 17,7 | 17,5 | 14,9 | 11,6 | 8,4  | 6,8  | 11,1  |
| Précipitations (mm)               | 219  | 168  | 162  | 109   | 100  | 116  | 112  | 133  | 156  | 215  | 234  | 251  | 1 975 |

### Villes et villages
La population du Dartmoor compte 34 500 habitants. Cette population s'accroit considérablement pendant les périodes de vacances grâce aux nombreux touristes.
Les principales villes situées à l'intérieur du parc sont Ashburton (la plus grande ville avec 3 500 habitants), Buckfastleigh, Moretonhampstead, Princetown, Yelverton, Horrabridge, South Brent, Christow et Chagford.

## Histoire

### Préhistoire

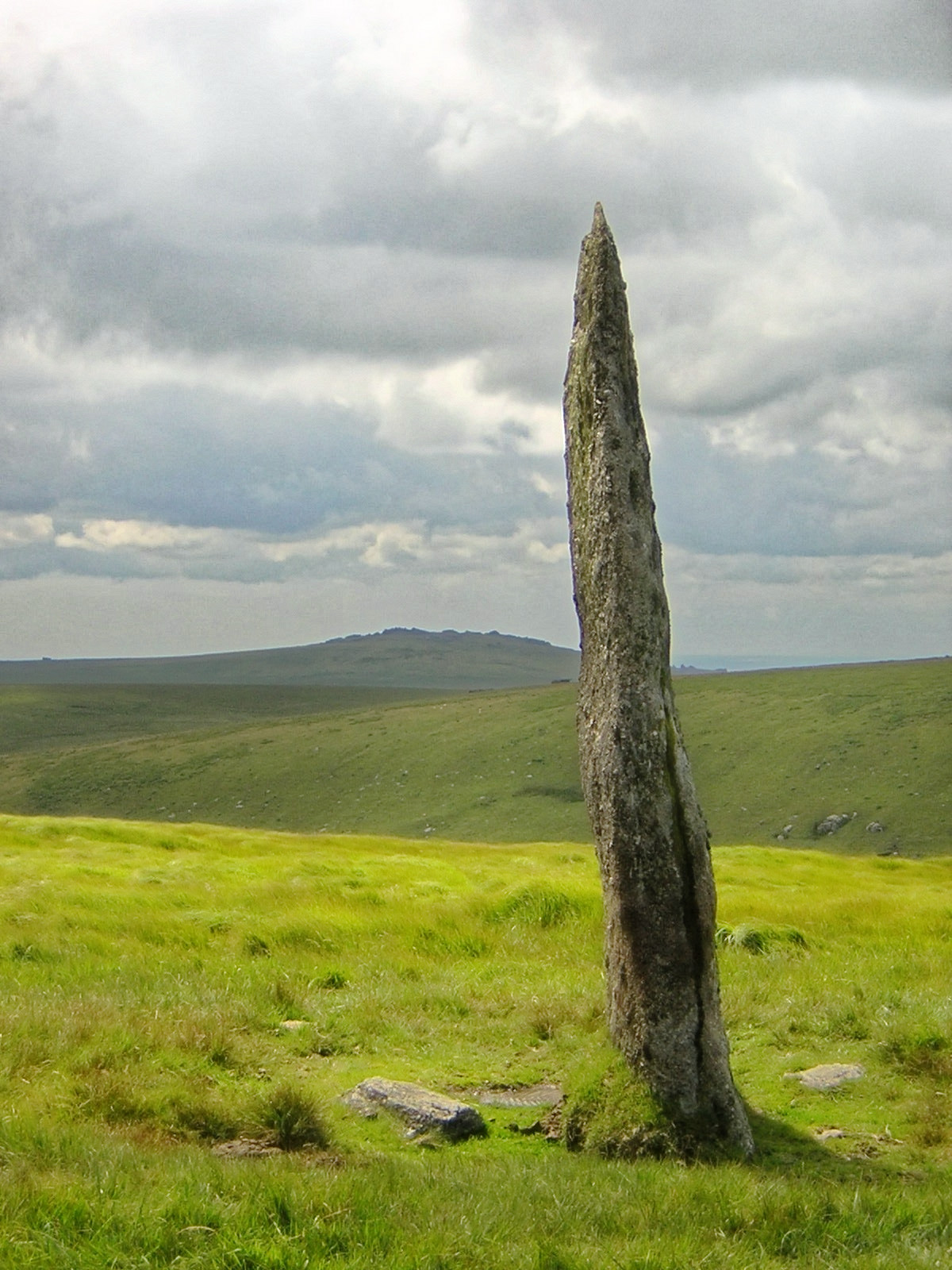
Beardown Man, menhir isolé du Dartmoor.

La majeure partie des restes préhistoriques du Dartmoor datent de la fin du Néolithique ou du début de l'âge du bronze. Le Dartmoor contient d'ailleurs la plus grande concentration de restes de l'âge du bronze de tout le Royaume-Uni. Les champs de cette époque couvrent plus de 10 000 ha des landes basses de la région.
Le Dartmoor possède de nombreux menhirs, cromlechs, kistvaens, cairns et alignements, ainsi que plus de 5 000 huttes circulaires encore en place.
De nombreuses structures anciennes ont été reconstruites au XIXe siècle, en particulier par Richard Hansford Worth, historien et ingénieur. Certains de ces travaux sont plus basés sur des spéculations que sur des analyses archéologiques, et ont été critiquées depuis pour leur imprécision.

### Période historique

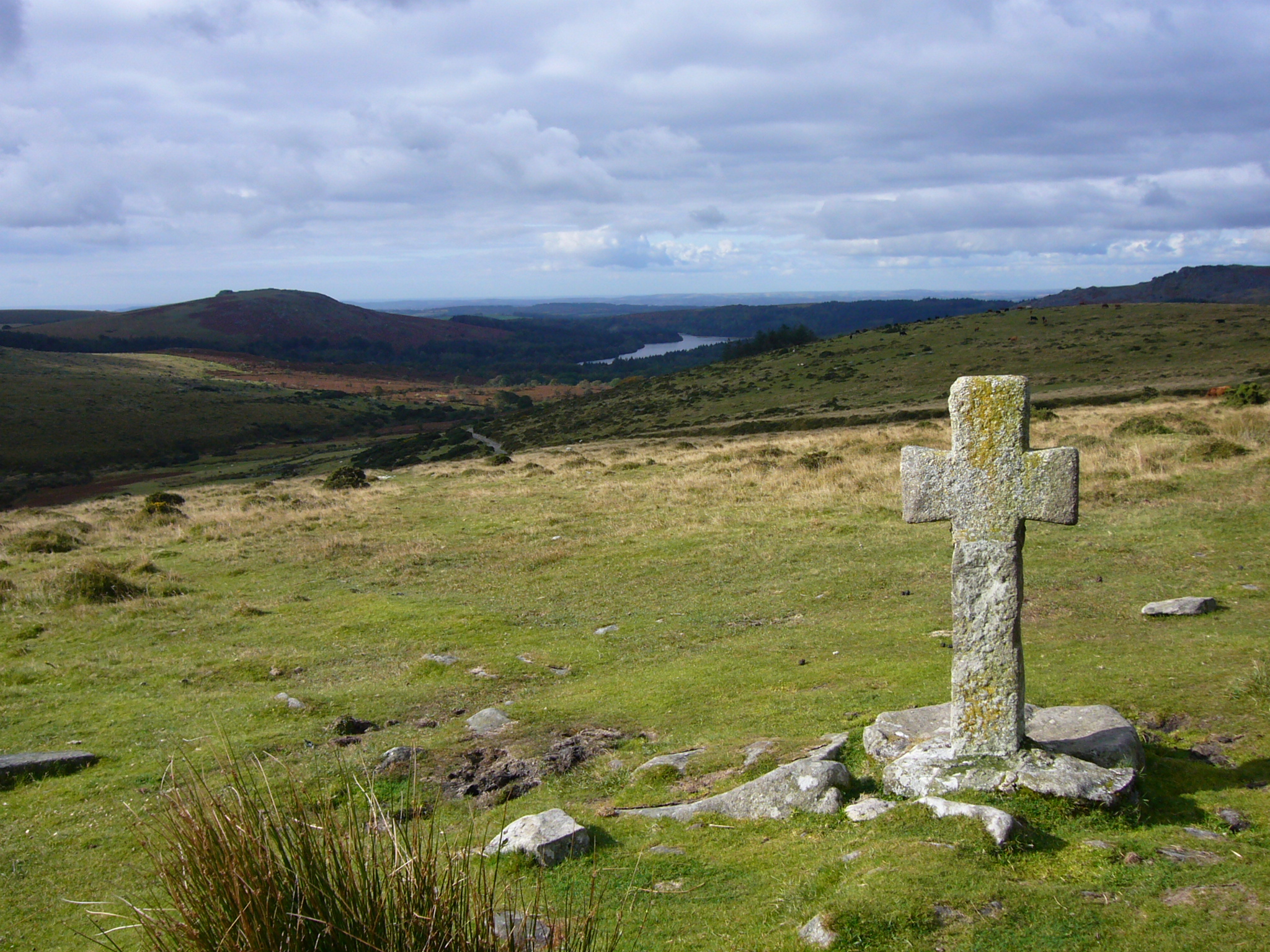
Ancienne croix près de Crazywell Pool.

Le climat du Dartmoor se détériore à partir de 1000 av. J.-C. et la région est alors progressivement désertée par ses premiers habitants. Le climat ne se radoucit qu'au début de la période médiévale. Les fermes les plus anciennes encore en activité de nos jours datent au moins du XIVe siècle.

## Protection environnementale
La région possède le statut de parc national sur une surface de 954 km2.
La majeure partie du parc (57,3 %) est constituée de propriétés privées. La forêt de Dartmoor en est la plus grande, détenue par le duc de Cornouailles. Le ministère de la Défense possède 14 % du parc, les compagnies de distribution d'eau 3,9 %, le National Trust 3,7 %, la commission des forêts 1,8 % et l'autorité du parc national du Dartmoor 1,4 %. Les terrains communaux forment 37 % du Dartmoor.
Depuis le Dartmoor Commons Act en 1985, la majeure partie des terrains du Dartmoor est désignée comme Access Land : bien que demeurant propriétés privées, les marcheurs peuvent y accéder sans aucune restriction. En outre, les droits de passage publics concernent 730 km de route.
Le ministère de la Défense utilise trois zones du nord Dartmoor pour des manœuvres et des exercices de tir. Elles recouvrent près de 110 km2, soit 11 % du parc national, et sont délimitées par des bornes rouges et blanches. Sur plusieurs tors, des drapeaux rouges sont hissés en haut de mâts quand des exercices de tir ont lieu.

## Dans la culture

### Littérature
Le Dartmoor a inspiré nombre d'artistes et d'écrivains : Arthur Conan Doyle, qui y situe l'action du Chien des Baskerville et de Flamme d'Argent, Richard Doddridge Blackmore (Christowell: a Dartmoor tale), Eden Phillpotts, Beatrice Chase, Agatha Christie, Rosamunde Pilcher, Laurie King et le révérend Sabine Baring-Gould. Dans Harry Potter et la Coupe de feu, la finale du mondial de Quidditch de 1994 entre l'Irlande et la Bulgarie se joue sur la lande de Dartmoor.

### Jeu vidéo
Le jeu vidéo Hitman 3, sorti en 2021, y situe l'une de ses missions. Elle se déroule dans un ancien manoir appartenant à une riche famille anglaise[réf. nécessaire].